# 萬斯伯勒 (緬因州)
萬斯伯勒（英語：Vanceboro）是一個位於美國緬因州華盛頓縣的鎮。

## 人口
根據2020年美國人口普查的數據，萬斯伯勒的面積為58.02平方千米，當中陸地面積為52.16平方千米，而水域面積為5.85平方千米。當地共有人口102人，而人口密度為每平方千米2人。